# Sherry

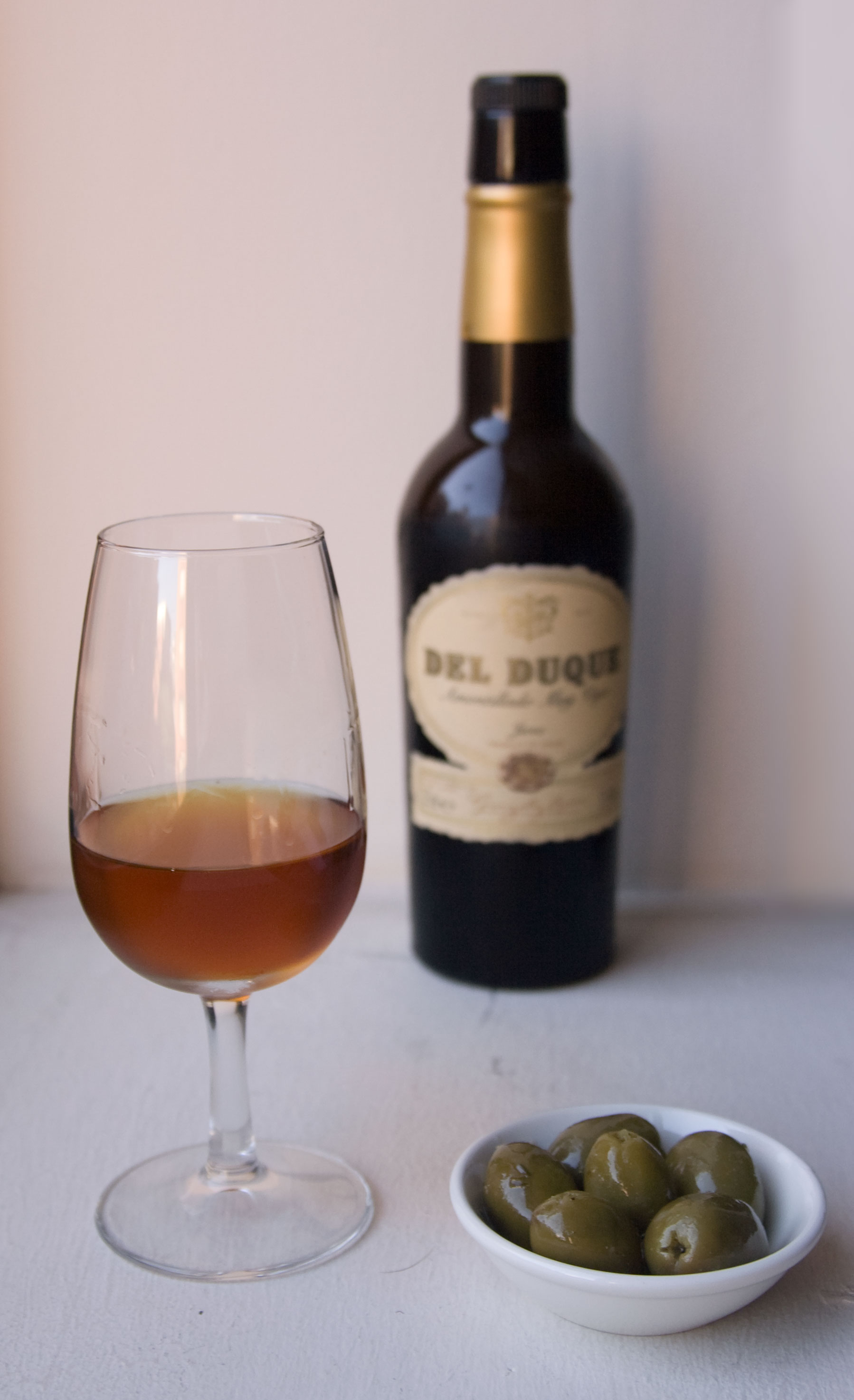
Amontillado-Sherry im typischen Catavino-Glas

Sherry (in der geschützten Ursprungsbezeichnung spanisch-französisch-englisch Jerez-Xérès-Sherry) ist ein spanischer verstärkter Weißwein aus Andalusien, der einem speziellen Reifeprozess unterzogen wurde. Der Begriff „Sherry“ rührt vom maurischen Namen Sherish (phönizisch Cera, lateinisch Ceret) für den heutigen Ort Jerez de la Frontera her. Sherry wurde im 18. und 19. Jahrhundert durch englische Handelshäuser weltweit bekannt gemacht.

## Allgemeines

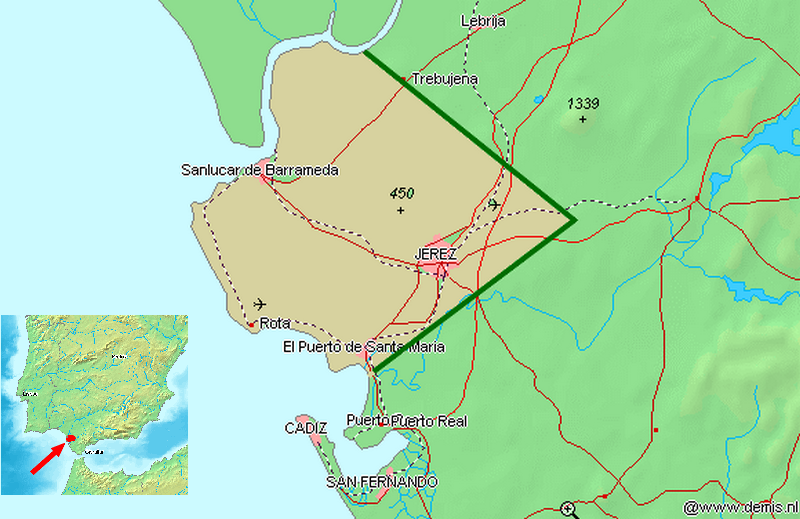
Das Sherrydreieck

Durch das Herstellungsverfahren entwickelt der Sherry ein nur für diesen Wein charakteristisches, an Mandeln und Hefe, bisweilen auch an Hasel- und Walnüsse erinnerndes Aroma. Das Hauptmerkmal fast aller Sherrys ist, dass sie zunächst aus einem trockenen Weißwein aus der Palomino-Traube hergestellt werden. Dieser Wein wird nach vollendeter Gärung mit Branntwein versetzt und so von ursprünglich 11 bis 13 auf 15,5 Volumenprozent Alkohol aufgespritet. Anschließend reift er in zu ca. vier Fünfteln gefüllten (meist 600-Liter-)Fässern an der Luft, woraufhin sich auf dem jungen Wein ein Teppich aus Florhefe bildet, der den Wein vor Oxidation schützt und den Zucker des Weines am Ende fast vollständig vergärt. Alle Sherrys sind somit ursprünglich trocken. Diese Art der reduktiven Reifung nennt man „biologischen Ausbau“. Oloroso-Sherry reift hingegen oxidativ, ohne Florhefe. Er wird auf etwa 17 % Alkohol aufgespritet, um die Florhefe abzutöten. Ob ein Wein zum Fino oder Oloroso wird, entscheidet der Kellermeister.
Einigen Sorten Sherry werden vor der Abfüllung Weine oder Moste aus den Rebsorten Moscatel oder Pedro Ximénez zum Süßen hinzugegeben. Die Trauben dieser Rebsorten werden nach der Ernte nicht sofort gekeltert, sondern zunächst auf Bastmatten getrocknet. Der Saft aus diesen Trauben ist dann stark konzentriert, und die Weinhefe wandelt nicht den gesamten Zucker in Ethanol um. Zur Sherryherstellung dürfen deshalb, wie beschrieben, ausschließlich Palomino, Moscatel de Alejandría und Pedro Ximenez verwendet werden. Andere Rebsorten werden in der Provinz Cádiz nur zur Tafel- und Landweinherstellung (Weinbaugebiet Cádiz) angebaut.
Sherry wird während seiner Fassreife aus Weinen unterschiedlicher Jahrgänge verschnitten (Solera-System). Sherry (oder Jerez) ist als Herkunftsbezeichnung geschützt: Nur Weine aus dem andalusischen „Städtedreieck“ Jerez de la Frontera, Sanlúcar de Barrameda und El Puerto de Santa María dürfen als Sherry bezeichnet werden und tragen die geschützte Ursprungsbezeichnung Jerez-Xérès-Sherry DO.

## Boden und Traube
Die Region, in der Sherry produziert werden darf, hat etwa 7000 Hektar Fläche. Klima und Boden sind ideal, um Wein zu produzieren: Die Durchschnittstemperatur liegt etwa bei 17,5 °C, im Sommer steigen die Temperaturen auf bis zu 40 °C. Regen fällt etwa 75 Tage im Jahr, insgesamt etwa 600 Liter im Jahr pro Quadratmeter.
Die besten Böden in dieser Gegend sind die Albariza. Der Name stammt von dem weißen Kalkboden. Dieser gibt dem Untergrund eine schichtige Struktur, die das Wasser gut speichert. Die Oberfläche der Albarizas pulverisiert sehr leicht. Dadurch ist der Boden von einer Art feinem Puder bedeckt, das die Verdunstung vermindert. Die Albarizas finden sich vorwiegend an den Berghängen.
Die Barros dagegen sind die Böden in den Tälern. Sie sind lehmiger und humusreicher. Heute wird jedoch kaum noch auf diesen Böden angebaut. 
Die dritte Art von Boden findet sich in der Gegend von Jerez: Die Arenas sind sehr sandig, mit einem geringen Lehmanteil. Sie enthalten Eisenoxid, das sie rot färbt. Diese Böden werden bevorzugt zum Moscatel-Anbau genutzt.
Die Erträge auf den Bodenarten sind recht unterschiedlich: Die Albarizas liefern bei einer geringen Ausbeute sehr hochwertige Weine, die Weine der Barros sind kräftiger und einfacher, die Ausbeute ist höher. Auf den Arenas sind die Produktionsmengen sehr hoch, die Qualität der Weine ist eher durchschnittlich.
Bis ins 19. Jahrhundert gab es noch eine Vielzahl angebauter Traubensorten. Heute sind auf 94 % der Fläche Rebstöcke mit der Palomino-Fino-Traube zu finden. Dazu kommen Pedro Ximénez und Moscatel, die vor allem als Verschnittweine eingesetzt werden und durch ihre gehaltvolle Süße beim Ausbau der Sherrys die Ausprägung der einzelnen Sorten steuern.

## Sorten und Handelsbezeichnungen
Sherry wird in unterschiedlichen Varianten hergestellt und unter entsprechenden Handelsbezeichnungen angeboten, die ihre Eigenart im Wesentlichen durch den Alkoholgehalt, das Alter und das Ausmaß an Oxidation erhalten:

### Generosos
FinoEr reift unter einer dicken Florschicht ohne oxidativen Einfluss. Es ist ein heller, strohgelber, trockener Sherry, der zwischen drei und zehn Jahre in der Solera verbracht hat, mit einem Alkoholgehalt von meist 15 und bis zu 18 Prozent. Ein Fino („der Feine“) ist die Vorstufe für die zwei Sherry-Varianten Amontillado und Palo Cortado. Er sollte gekühlt getrunken werden (etwa 5–7 °C) und eignet sich als Aperitif und zum Essen.
ManzanillaManzanilla ist eine besondere Art des Fino, die aus dem Hafenort Sanlúcar de Barrameda stammt. Diese Fino-Variante reift ebenfalls unter Flor und stammt ausschließlich aus dem Gebiet Sanlúcar de Barrameda. Aufgrund der hier vorherrschenden Atlantikwinde hat der Wein einen typischen, leicht salzigen und oft zartbitteren Geschmack. Der Alkoholgehalt beträgt in der Regel 15 % oder leicht darüber. Die optimale Trinktemperatur liegt bei 5–7 °C. Manzanilla hat eine eigene geschützte Ursprungsbezeichnung, da die Weine nur in der Stadt Sanlúcar de Barrameda ausgebaut werden dürfen (während die Trauben aus dem gesamten Sherry-Gebiet stammen dürfen). Streng genommen ist Manzanilla damit kein Sherry und nennt sich so nicht Jerez/Xèréz/Sherry DO, sondern findet sich unter dem geschützten Begriff Manzanilla-Sanlúcar de Barrameda DO.
AmontilladoDiese körperreiche Variante entwickelt sich zunächst mehrere Jahre unter Flor. In diesem Stadium ist der Wein noch ein Fino mit etwa 15,5 % Alkoholgehalt. Der Fino entwickelt sich dann zum Amontillado, wenn durch ein Absterben der Florhefeschicht die Oxidation an der Luft einsetzt. Dieses Absterben kann auf zweierlei Weise geschehen:
a) schlagartig, durch Hinzugabe von Alkohol auf 16 bis 18 % vol.

b) allmählich, altersbedingt, meistens nach zehn bis 15 Jahren.

Im letzteren Fall spricht man von einem „echten Amontillado“. Die Farbe entwickelt sich je nach Alterung von bernsteinfarbenem Goldton über hellbraun bis hin zu mahagonifarben. Die Übergangsstadien werden als Fino Pasada, Fino-Amontillado und Amontillado-Fino bezeichnet. Das zarte und pikante Aroma erinnert an Haselnüsse und Mandeln. Ein echter Amontillado ist völlig trocken. Der Alkoholgehalt beträgt zwischen 16 und 22 % Vol. Es gibt jedoch auch gesüßte Varianten. Der Name Amontillado bedeutet wörtlich „nach Art derer von Montilla“. Die optimale Trinktemperatur liegt bei etwa 12–16 °C, je nach Alter und Süße.
OlorosoEin Oloroso entsteht ohne Florschicht unter oxidativem Einfluss. Vom Aroma her ist ein Oloroso kräftiger als ein Fino und in der Regel komplexer als ein Amontillado. Grundsätzlich ist er trocken, bernstein- bis mahagonifarben mit einem duftigen Nussaroma (oloroso = „duftend“). Der Alkoholgehalt eines Oloroso beträgt zwischen 17 und 20 % vol. Neben der trocknen Variante gibt es auch nachgesüßte Sorten. Die optimale Trinktemperatur liegt hier ebenfalls bei etwa 12–16 °C, je nach Alter und Süße.
Palo cortadoDer Palo cortado ist ein ursprünglich sehr seltener, mahagonifarbener Sherry. Der Palo- (palo: „Stock“, oder sinngemäß „dicker Strich“) Cortado vereint die frischen Noten des Amontillado mit dem vollen Bukett des Oloroso. Durch das plötzliche Absterben der Florhefe wird aus einem ursprünglich als Fino ausgebauten Wein ein Palo Cortado. Er durchläuft danach einen längeren oxidativen Prozess. Sein Aroma erinnert an Nüsse oder Mandeln und wird zumeist trocken ausgebaut mit einem Alkoholgehalt zwischen 18 und 22 % vol. Der Name rührt von der Tradition her, den Kreidestrich, der ein Fass als „Fino“ markiert, durchzustreichen (cortado = gekappt), wenn die Florhefe abstirbt. Heutzutage kommt das zufällige Absterben der Hefe aufgrund der kontrollierteren Herstellungsmethoden kaum noch vor. Deshalb sind die meisten Palo Cortados heute nur im Stil nachempfundene Weine. Die optimale Trinktemperatur liegt bei etwa 12–14 °C.

### „Vinos Generosos de Licor“
MediumDer Medium ist ein Likörwein, der durch ein Mischverfahren (cabeceo) hergestellt wird. Die Grundweine sind meist Amontillados oder Weine, die größtenteils durch oxidativen Ausbau herangereift sind und zusätzlich einen gewissen biologischen Ausbau hinter sich haben. Mediums haben einen Süßegrad zwischen 45 und 115 Gramm pro Liter. Die optimale Trinktemperatur liegt bei etwa 12–14 °C.
CreamCream ist in der Regel das Ergebnis eines guten Oloroso und eines natursüßen Weines oder rektifizierten Traubensaftkonzentrats, die miteinander verschnitten werden. Ein Cream sollte dunkelrubinrot sein und einen Alkoholgehalt von 16 bis 18 % vol. haben. Der Zuckergehalt liegt zwischen 115 und 140 g/l.
Pale CreamDer Pale Cream ist ein Verschnitt von Fino oder Manzanilla und rektifiziertem Traubenmostkonzentrat. Die Verwendung von rektifiziertem Traubenmostkonzentrat – einem Erzeugnis, das ausschließlich den Zucker aus Trauben und einen Anteil des biologischen Wassers daraus enthält – als Süßungsmittel wird im Allgemeinen den von Natur aus süßen Weinen vorgezogen, weil bei den abschließenden Mischverfahren die typische blassgelbe Ursprungsfarbe erhalten bleibt. Der Zuckergehalt liegt zwischen 45 und 115 g/l. Pales und Creams können von eisgekühlt bis ca. 10 °C genossen werden.

### „Vinos de Jerez Dulces Naturales“
Pedro XiménezDie im Sherrydreieck nur noch selten angebaute, vermutlich von einem Deutschen namens Peter Siemens eingeführte Weißweintraube Pedro Ximénes, die gemäß der Legende nach der spanischen Verballhornung seines Namens benannt wurde, ist die Basis des gleichnamigen Sherry Pedro Ximénez. In Jerez wird daraus meistens ein recht üppiger, süßer Sherry mit etwa 17 % Alkohol und einem stark rosinenartigen Aroma hergestellt. De facto stammt mittlerweile jedoch die Mehrzahl der Trauben aus Montilla-Moriles, wo die Rebe auf weniger kalkhaltigen Böden besser gedeiht. Pedro Ximénez, oder P.X., dient außerdem zum Aufsüßen von ursprünglich trockenen Amontillados und Olorosos zu Mediums oder Creams. Die optimale Trinktemperatur liegt bei 10–14 °C.
MoscatelEr wird heute relativ selten hergestellt, ist kastanien- bis tief mahagonifarben, von dickflüssiger Konsistenz und vielschichtiger Textur. In der Nase zeigt er Muskatellernoten und Blütenaromen. Am Gaumen ist er von mäßiger Süße, hat Geschmacksempfindungen des Sortenweins, Anklänge von Blüten, einen leicht trockenen und bitteren Abgang. Die optimale Trinktemperatur liegt bei 10–14 °C.

### Weitere Bezeichnungen
AlmacenistaAlmacenista sind keine Sherrys im kategorisierten Sinn, also Sherry-Stil, sondern eine Einrichtung, die unter Sherry-Fans immer mehr Interesse findet. Hiermit bezeichnet man Sherrys, die von kleinen, privaten Betrieben traditionell hergestellt und von den Almacenistas (span.: „Lagerhalter“) teilweise über 30 Jahre gelagert und gereift werden.
Almacenistas im engeren Sinne sind meistens wohlhabende Bürger, die die Sherry-Herstellung als Nebenerwerb oder Hobby betreiben und ihre Sherrys nicht selber abfüllen. Traditionell verkaufen sie sie offen in sog. Ventas („Verkaufshallen“) an die Nachbarschaft und an Gastronomen, die hierfür Plastikcontainer mitbringen. Die besseren Almacenista-Sherrys werden an große Sherry-Unternehmen verkauft, die ihre eigenen Soleras damit aufbessern oder sie seit einigen Jahren auch unter dem Namen des Almacenistas herausbringen. Die besten Almacenista-Qualitäten allerdings werden innerhalb der Familien des jeweiligen Almacenista verbraucht und gelangen nicht in den Handel.

Der Begriff Almacenista ist darüber hinaus rechtlich geschützt für derartigen Sherry aus der Region Jerez de la Frontera. Alle Typen von Sherry und Manzanilla sind in Almacenista-Version zu finden und fast immer von außerordentlicher Qualität. Bruchzahlen auf dem Etikett (1/8, 1/17) bezeichnen die Zahl der Fässer des Solera-Systems, aus dem der Wein stammt; je kleiner die Ziffer unter dem Bruchstrich (also die Anzahl der Fässer), desto rarer und folglich teurer ist der Wein.
En-RamaUnter „En Rama“ versteht man einen nur wenig gefilteren oder ungefilterten Fino oder Manzanilla, der nicht kältebehandelt wurde. Dieser Wein schmeckt in etwa wie ein Fassabzug und wird unter Sherry-Liebhabern deshalb geschätzt. En Rama-Weine sind verderblich und sollten möglichst bald nach der Abfüllung und nicht später als vier Monate danach getrunken werden.
Fino Pasada/Manzanilla PasadaDas ist ein besonders lange gereifter Fino oder Manzanilla (pasada = „zu weit gegangen“). Durch die langsam absterbende Florhefe und die dadurch beginnende Oxidation ist er meistens etwas dunkler als der reduktiv ausgebaute Wein, aus dem er entstanden ist. Vom Geschmack her ist er kräftiger und besitzt ebenfalls Salzmandelnoten. Pasada ist die Vorstufe auf dem oxidativen Reifeprozess hin zum Amontillado. Die optimale Trinktemperatur liegt bei 7–10 °C.
V. O. S. und V. O. R. S.Hinter dieser Bezeichnung verbergen sich zwei Sonderkategorien mit zertifiziertem Alter: erstere für Weine mit einem Alter von über 20 Jahren und letztere für Weine über 30 Jahre. Um das Zertifikat zu erlangen, müssen die Kellereien ihre Weine dem Urteil eines unabhängigen Prüfungsausschusses unterziehen. Diese Weine werden sensorisch und labortechnisch durch Carbon-14-, Ester-, Asche- oder Trockenextraktanalyse geprüft und müssen von außergewöhnlicher Qualität sein.
Im Anbaugebiet Montilla-Moriles werden aus der Rebsorte Pedro Ximénez Weine im Stile des Sherrys von trocken bis süß hergestellt, die von hervorragender Qualität sein können. Allerdings dürfen sie nicht den geschützten Namen Sherry verwenden.

### Einfluss auf die Sherry-Arten
Die unterschiedlichen Sherryarten basieren auf unterschiedlichen Anfangsalkoholgehalten und einer dadurch bedingten mehr oder weniger starken Ausprägung des Flors und/oder der Oxidation. Fehlt der Flor oder ist er nur fleckenhaft ausgeprägt, kann der Wein stärker oxidieren.
Amontillado ist ein Fino, bei dem aufgrund des hohen Alkoholgehalts am Ende des Reifeprozesses der Flor fast vollständig abgestorben ist (Restzucker der Trauben und Phenole sind komplett aufgezehrt, und die Hefe findet keine Nahrung mehr) und der Wein seine oxidative Reifung im direkten Luftkontakt beginnen kann.
Der Unterschied zwischen Fino und Manzanilla kommt so zustande, dass sich der Flor in der heißeren Region von Jerez nur im Frühling und Herbst richtig entwickelt (im Sommer und Winter teilweise abstirbt), sich in Sanlúcar de Barrameda jedoch aufgrund des milderen Mikroklimas direkt an der Küste rund um das Jahr erhält.

### Oxidative Weine
Weitere bekannte oxidative Weine sind: Gletscherwein, Madeira, Portwein und Vin Jaune.

## Herstellung
Sherry wird größtenteils aus Trauben der Rebsorte Palomino Fino hergestellt.
Aus der Vergärung erhält man zunächst einen trockenen Weißwein mit einem Alkoholgehalt von 11 bis 13 Prozent. Obwohl die meisten Bodegas auch Brandy de Jerez herstellen, wird nicht dieser gereifte Brandy zur Aufspritung des trockenen Weißweins verwendet, sondern einfacher Branntwein – meist aus der Region La Mancha. Der so aufgespritete Wein (Jungwein, auch als ‚Mosto‘ bezeichnet) reift meist zunächst in Stahl- oder Betontanks für ein Jahr. Danach wird er in einem speziellen Verfahren, dem „Solera (y Criadera)“-System, ausgebaut und verschnitten.

### Das Solera-Verfahren

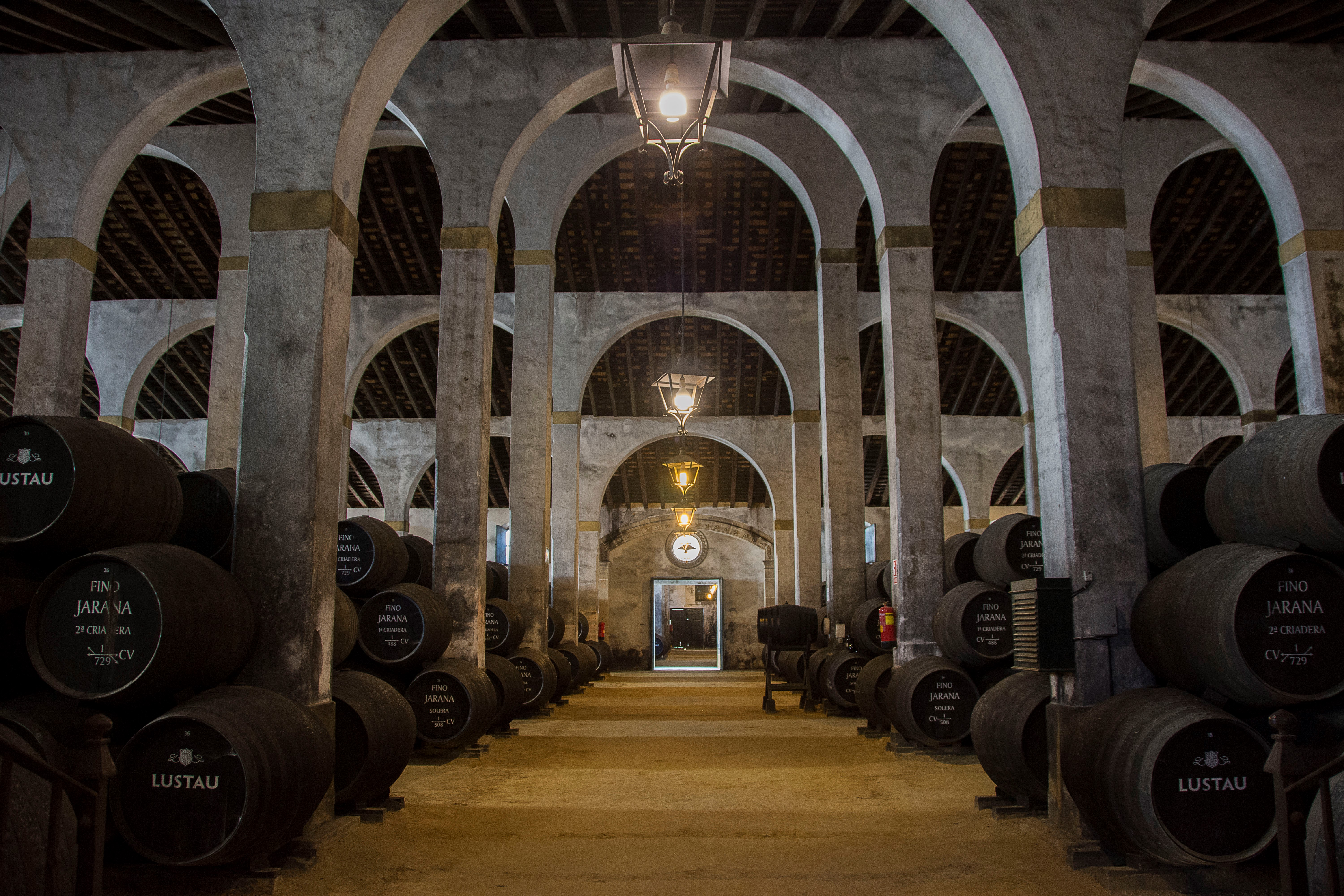
Solera-Verfahren (Lustau, 2019)

Century wine -Vintage Sherry Jahrgang 1918 - Limited wine rarities edition

(Siehe auch Hauptartikel: Solera-System)
Der Begriff Solera leitet sich vom spanischen Wort suelo ab, das so viel wie Boden bedeutet. Beim Solera-Verfahren wird eine kleine Menge jüngeren Weins einem älteren Wein zugesetzt. So wird eine gleichbleibende Qualität beim Herstellen des Sherrys gewährleistet.
Das Solera-Verfahren kann man sich vereinfacht folgendermaßen vorstellen: Es lagern mindestens drei (oft mehr) Reihen Fässer übereinander gestapelt. Die Fassreihe am Boden heißt Solera („die, die am Boden liegt“), die darüberliegenden Reihen nennt man Criaderas (criadera heißt eigentlich „Brutstätte, Pflanzschule“). Sie werden von unten nach oben durchnummeriert. Der zum Verkauf bestimmte Sherry wird immer der unteren Fassreihe entnommen. Dabei wird jedem Fass nur maximal ein Drittel des Inhalts entnommen. Die entnommene Menge wird aus der Fassreihe darüber nachgefüllt. Diese zweite Reihe wird wiederum aus der dritten Reihe darüber nachgefüllt. Dieses Prinzip setzt sich bis zur oberen Fassreihe fort. Die dort entnommene Menge wird nun mit jungem Wein (Mosto) ersetzt.
Auf diese Weise wandert der junge Wein von oben nach unten durch das System und wird dabei kontinuierlich mit den älteren Jahrgängen darunter verschnitten. Dieses Prinzip ist einerseits einer der Bausteine, die den einzigartigen Sherry-Geschmack erzeugen. Auf der anderen Seite garantiert es eine über viele Jahre gleich bleibende Qualität der einzelnen Sherry-Marken, da Schwächen eines Jahrgangs durch den Verschnitt mit anderen Jahrgängen nivelliert werden. Außerdem sorgt die Solera dafür, dass der Florhefe frische Weine zugeführt werden, damit diese nicht abstirbt.
In der Realität liegen die Criadera-Stufen jedoch meistens nicht übereinander, sondern oft sogar in verschiedenen Bodega-Gebäuden, und die übereinander liegenden Fässer in einer Bodega enthalten in der Regel alle die gleiche Criadera-Stufe. Beim Abfüllen wird dann mit Schläuchen und Pumpen von den Fässern einer Criadera in solche der nächsten Stufe umgepumpt. Nur so ist zu erreichen, dass die oft 10 und mehr Criadera-Stufen, die an der Erzeugung eines Sherry beteiligt sind, die unten liegenden Fässer nicht zerdrücken.

### Florhefe

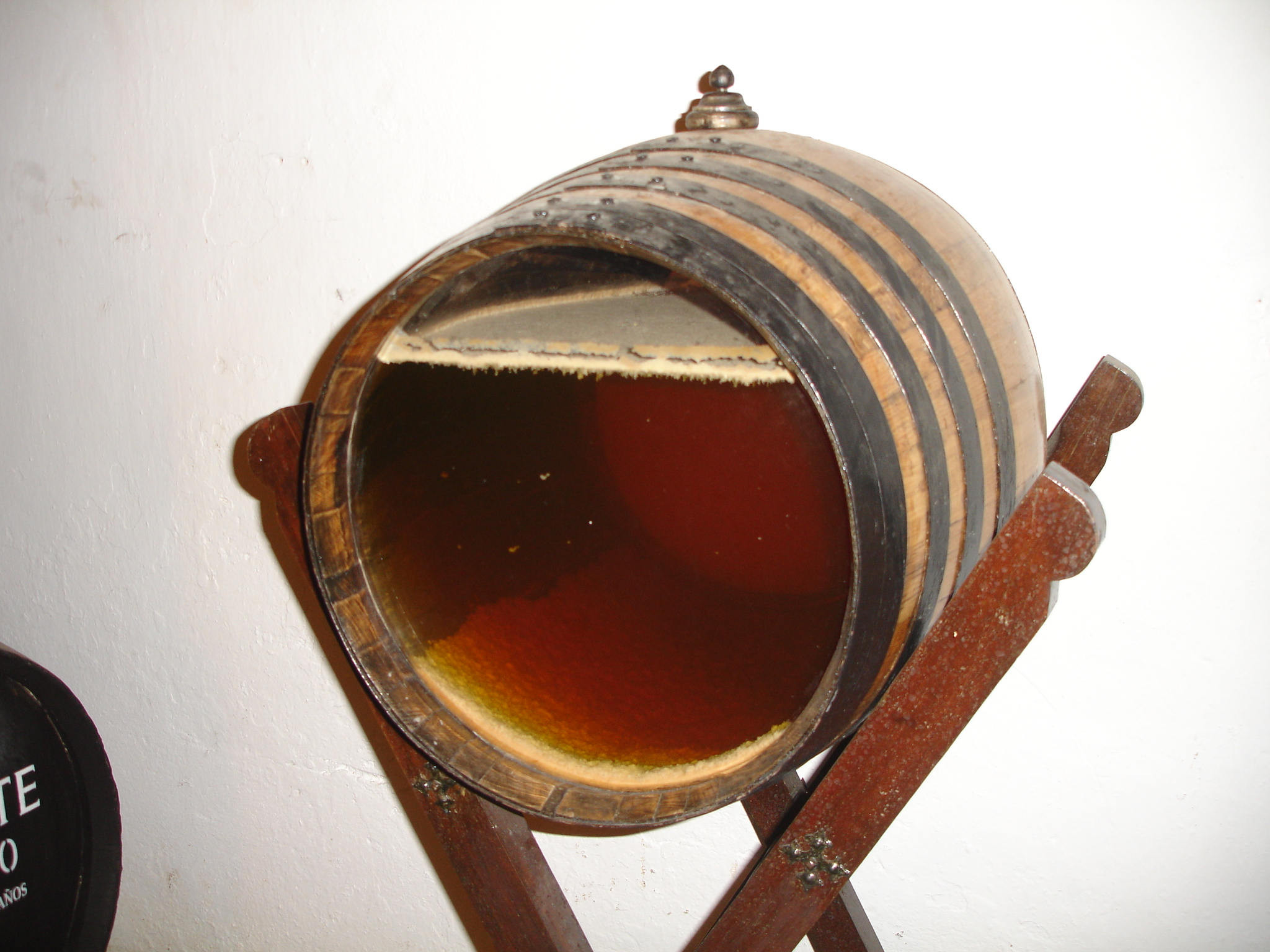
Florhefe in einem Schaufass (Valdivia in Jerez, 2008)

Flor steht für Blume/Blüte. Die Bezeichnung entstand aus der besonderen Form der Florhefe, die auf dem Wein schwimmend „aufblüht“. Eine wichtige Besonderheit kennzeichnet den Herstellungsprozess der Sherry-Arten Fino, Manzanilla und Oloroso.
Die Fässer, in denen der Wein verschnitten wird, werden nicht komplett, sondern höchstens zu 85 Prozent gefüllt. Außerdem sind die Fässer nicht luftdicht verschlossen, sondern der Spund bleibt mitunter offen oder das Fass wird von Zeit zu Zeit belüftet. Auf diese Weise kommt die Oberfläche des Weines (zunächst) mit Luft in Berührung. Wegen der Nähe zum Meer ist die Luft relativ feucht, und in den oberirdischen Weinkellern (Bodegas) herrscht in der Regel eine Temperatur von etwa 17 bis 25 °C. Diese Kombination begünstigt bei Sherrys mit einem Alkoholgehalt zwischen 14,5 und 16 % (d. h. Finos und Manzanillas) die Ausbildung einer besonderen Hefeschicht auf der Oberfläche, des Flors. Dieser schützt den Wein vor der Luft, verhindert, dass er oxidiert, und gibt ihm sein sherry-spezifisches Aroma. Vergleichbare Hefefilme bilden der französische gelbe Jura-Wein Vin Jaune (→ Château-Chalon) und der Tokajer.
Wenn der Zucker im Wein verbraucht ist, beginnt die Florhefe einen Teil der im Wein enthaltenen Säuren aerob in Acetaldehyd umzusetzen. Zugleich umgeben sich die Hefezellen mit einer Wachsschicht, welche die Hefe aufschwimmen lässt. Das Wachs auf der Oberfläche des Weines behindert den Zutritt von weiterem Sauerstoff, welcher das Wachstum von Essigsäurebakterien begünstigen würde.
Bei Oloroso-Sherry wird der Alkoholgehalt des Weines auf wenigstens 17 % erhöht, um die Bildung von Florhefe zu verhindern und eine gewisse Oxidation zu erlauben.

## Geschichte

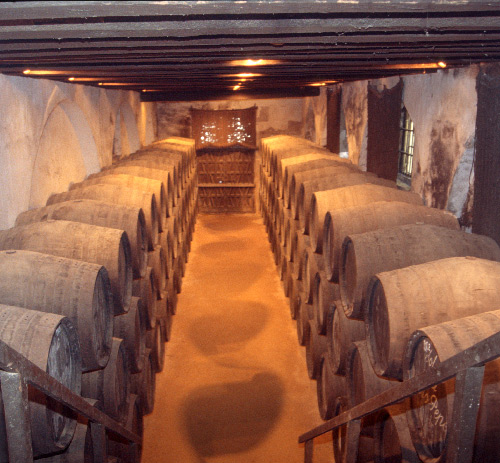
Sherrykeller (González Byass, 2003)

In der Gegend um Jerez produziert man seit mehr als 3000 Jahren Wein. Der römische Historiker Avenius berichtet, dass die Phönizier um das Jahr 1100 vor Christus die ersten Weinreben aus dem Land Kanaan in die Region gebracht hätten. 400 vor Christus gab es Theopompos zufolge bereits ein blühendes Weinhandelszentrum in der Nähe von Gibraltar. Aus dieser Zeit stammt die Bezeichnung Xérés für diese Region, welche von dem griechischen Wort ξηρός (xerós = „trocken“) abgeleitet wurde.
Während der Zugehörigkeit zum römischen Reich von 206 v. Chr. bis 476 n. Chr. wurden Amphoren mit Wein in großen Mengen exportiert. Mit der Eroberung durch die Römer änderte sich der Name in Ceret. Zu Beginn der Völkerwanderung kam die Gegend dann für rund 300 Jahre unter gotische Herrschaft. Mit viel Erfolg kultivierten die Westgoten den Weinanbau und verfeinerten die Weinherstellung, bis dann im Jahr 711 Tāriq ibn Ziyād, der Statthalter von Tanger, die Meerenge von Gibraltar mit 7000 Soldaten überquerte. Das war der Beginn einer Jahrhunderte dauernden Herrschaft der Mauren über das heutige Spanien.
Im Jahr 966 ordnete Kalif Al-Hakam II. die Rodung der Rebstöcke von Jerez an, da im Islam der Konsum von alkoholischen Getränken nicht gestattet war. Um die Weinberge zu retten, argumentierten die Bewohner erfolgreich, dass ein Teil der Trauben zu Rosinen verarbeitet werde und der Alkohol für medizinische Zwecke eingesetzt werde. So konnten etwa zwei Drittel der Rebstöcke gerettet werden.
1264 wurde Jerez dann von Alfons X. zurückerobert. Wein wurde schnell zum wichtigsten Exportgut der Region. Das älteste Zeugnis des Weinexports nach England stammt aus dem Jahr 1340. Die Engländer, die bereits damals die größten Hauptabnehmer waren, machten später aus dem Sherish Sherry und gaben dem Getränk damit seinen heutigen Namen.
In den folgenden zwei Jahrhunderten wurde der Weinexport dann immer mehr zur wirtschaftlichen Basis der Region. 1402 verbot Heinrich III. die Zerstörung von Weinstöcken oder ihre Ersetzung durch andere Kulturen. Auch auf die Qualität wurde zunehmend mehr Augenmerk gerichtet. Von 1483 stammt das Edikt Vorschriften des Gremiums für Rosinenhersteller und Weinlese in Jerez des Stadtrats von Jerez über die Produktion des Weinanbaus, das Verschließen der Fässer und darüber, dass die Fässer den Namen der Produzenten zu tragen hatten.
Am 19. April 1587 lief Sir Francis Drake mit seiner Flotte direkt in den Hafen von Cádiz ein. Dort versenkte und beschädigte diese viele Schiffe der spanischen Armada, die einen Angriff auf England vorbereitete. Danach segelte Drake mit einer Beute von 2900 Fass Sherry nach England zurück. Nach der Ankunft in London wurde der Sherry auch am englischen Hof und in Adelskreisen bekannt und unter dem Namen Sack beliebt. Man geht heute davon aus, dass dieser Name vom spanischen saca („Abfüllung“) abgeleitet wird.
Nachdem 1625 ein gewaltsamer Versuch der Briten, den Hafen Cádiz in ihren Besitz zu bringen, gescheitert war, kam die erste Welle friedlicher Händler aus England, Irland und Schottland. Timothy O’Neale begann 1724 als Händler; er war einer der ersten, die in Jerez ansässig wurden. In kurzen Abständen folgten ihm unter anderem die Schotten Sir James Duff und James Gordon und die Iren William Garvey und Thomas Osborne. Um dieselbe Zeit wurde in Bristol die Firma „Averys and Harveys“ gegründet. Es entstanden Firmen, die aus alter Tradition abgelehnte Lagerbestände aufnahmen und das nötige Verschneiden durchführten. Erstmals entwickelte das Sherrygewerbe eigene Strukturen. Um das Jahr 1775 entstand in Jerez, offenbar als Folge eines schleppenden Absatzverlaufs, das System für das Altern von Sherry, das Solera-Verfahren, das eine einheitliche Qualität gewährleisten sollte.
Etwa gegen 1870 erreichte Sherry den Höhepunkt seiner Beliebtheit. Doch schon bald darauf kam Sherry aus der Mode, und die Absätze gingen zurück. Zudem begann ab 1894 die Reblaus, die Weinberge der Region zu verwüsten. In der Folge mussten die Händler und die Produzenten jahrelang von ihren Beständen zehren. 1933 wurde der Consejo Regulador de la Denominación de Origen Jerez-Xérès-Sherry gegründet. Dieses Kontrollgremium regelt bis heute die Produktion, die Qualität und den Export des Weines und wacht über die geschützte Herkunftsbezeichnung Sherry. Im Jahr 2021 hat das Consejo Regulador umfangreiche Änderungen der Produktionsregeln für Sherry beschlossen. Die Anbaufläche der Appellationen DO Jerez/Xérèz/Sherry und DO Manzanilla de Sanlúcar Barrameda wird vergrößert. Gleichzeitig wird das Regelwerk für sechs weiße Rebsorten geöffnet: Eva, Cañocazo, Mantúo Castellano, Chelva, Perruno und Vigiriega.
Sherry-Exporte erreichten um 1940 ihr nächstes Hoch, doch auch dies hielt nicht lange an. In den 1960er und 1970er Jahren kaufte die Familie José María Ruiz Mateos sehr viele Bodegas; 1961 gründete sie die Holdinggesellschaft Rumasa (die insgesamt aus mehr als 700 Betrieben bestand, darunter mehrere Banken). Diesen beherrschte unter anderem so große Teile des Sherry-Marktes, dass 1983 bei der Enteignung durch die neue sozialistische Regierung ein Schock durch die Branche ging, mit der Folge, dass das Geschäft mit Sherry zusammenbrach.
Nach jahrelangen Auseinandersetzungen verfügte die Europäische Union zum 1. Januar 1996, dass sich von diesem Datum an nur noch der Wein ‚Sherry‘ nennen darf, der nach den festgelegten, traditionellen Methoden im gesetzlich geschützten Anbaugebiet DO Jerez/Xèréz/Sherry y Manzanilla de Sanlúcar Barrameda hergestellt und abgefüllt wird. Im Jahr 2000 wurde die Alterszertifizierung VOS (Vinum Optimum Signatum/Very Old Sherry) – 20 Jahre und VORS (Vinum Optimum Rare Signatum/Very Old Rare Sherry) – 30 Jahre, eingeführt. Die Altersangaben beziehen sich auf das Durchschnittsalter eines Sherrys.

## Verschiedenes

### Wirtschaftliche Bedeutung
In der Saison 2020/2021 wurden 205.064 hl 1 Sherry exportiert, was über 80 % der gesamten Verkaufsmenge ausmacht. Hauptabnehmerländer sind Großbritannien, die Niederlande und Deutschland.

### Tourismus

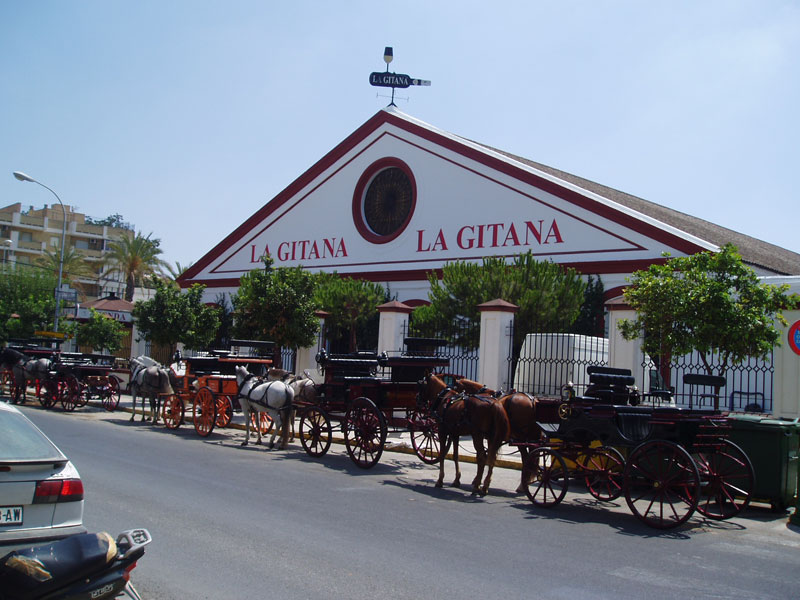
Typische Bodega in Sanlúcar de Barrameda

Das „Sherry-Dreieck“ wird touristisch durch die „Weinroute“ (Ruta del Vino) erschlossen, die in Jerez de la Frontera beginnt, über Sanlúcar de Barrameda und El Puerto de Santa María führt und in Chiclana de la Frontera endet. Viele Hersteller im Raum Jerez bieten geführte Besichtigungen ihrer Weinkeller an. Bekannte Hersteller sind Sandeman, Domecq, Williams and Humbert (Dry Sack), Osborne (in El Puerto de Santa Maria) und die kleine Bodegas Tradición S. L. mit einer Kunstsammlung in ihren Räumen.

### Venencia
Zur Kultur des Sherrys gehört die Venencia, eine schmale Kelle mit langem Stiel, mit der der Venenciador den Sherry durch das Spundloch aus dem Fass schöpft und ihn dann in hohem Bogen in den typischen Catavino (Sherry-Glas) gießt. Angeblich führt diese artistische Form des Kredenzens, die den Wein intensivem Luftkontakt aussetzt, zur optimalen Entfaltung seines Aromas. Außerdem dient die Kelle zum Durchstechen der Florhefeschicht.

### Verwendung von Sherry-Fässern für Whisky
Ausgediente Sherryfässer werden in Schottland für die Lagerung von Whisky verwendet. Ursprünglich wurden hierfür die Fässer verwendet, in denen der Sherry von Spanien aus verschifft wurde. Seit dies per Gesetz nicht mehr erlaubt ist, ist man dazu übergegangen, Solera-Fässer aufzukaufen oder eigens angefertigte Fässer in Spanien eine Zeitlang mit Sherry zu befüllen. Bei der jahrelangen Reifung des Whiskys wird der noch in den Poren des Holzes verbliebene Sherry (typischerweise 5 bis 10 Liter) zusammen mit den im Holz vorhandenen Gerb- und Aromastoffen aus dem Fass herausgelöst und übt einen deutlichen Einfluss auf Geschmack und Farbe aus.